# Falsomesosella gardneri
Falsomesosella gardneri là một loài bọ cánh cứng trong họ Cerambycidae.